# Национални пут Јапана 402
Национални пут Јапана 402 је Национални пут у Јапану, пут број 402, који спаја градове Кашивазаки и Нигата (Чуо-ку), укупне дужине 89 км.